# Carl Axel Ekholm

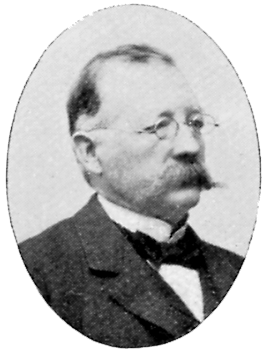
Carl Axel Ekholm (1845–1932).

Carl Axel Ekholm, född 3 januari 1845 i Sund i Östergötland, död 30 mars 1932 i Brännkyrka församling i Stockholms län, var en svensk arkitekt och Uppsalas första stadsarkitekt perioden 1878–1912.

## Biografi
Ekholm gick Norrköpings tekniska elementarskola 1860–1863 och Kungliga Akademien för de fria konsterna 1864–1868. Han var sedan anställd vid olika arkitektkontor 1870–1876 innan han blev stadsingenjör och byggmästare i Oskarshamn 1877, och slutligen stadsarkitekt i Uppsala 1878–1912.
Han är begravd på Uppsala gamla kyrkogård.

## Verk i urval

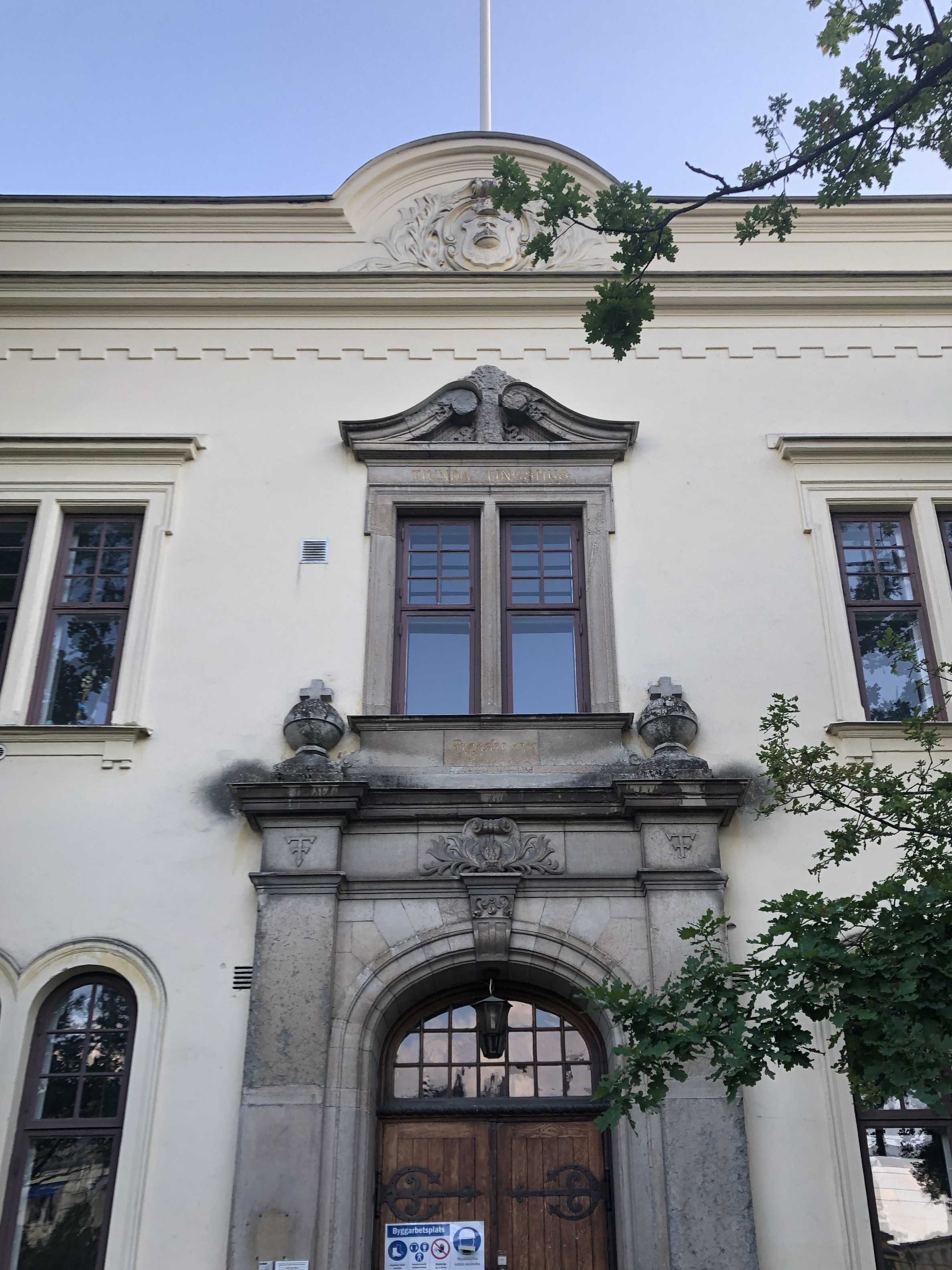
Tiunda tingshus

Carl Axel Ekholm arbetade samtidigt med arbetet som stadsarkitekt även som privatpraktiserande arkitekt, och ritade under sin verksamma tid i Uppsala omkring 150 byggnader. 
Han ritade de flesta nyrenässanshusen från 1880-talet i Uppsala, av vilka mindre än hälften står kvar, och han skapade även några byggnader i nybarock och jugend, till exempel det brungula Jugendhuset vid Vaksala torg. Ett av Ekholms hus revs (trots protester) så sent som 2005, då Bodénska huset fick lämna plats för det hårt kritiserade bygget av Uppsala Konsert & Kongress. 

### Nybyggnader
- Gästrike-Hälsinge nation (modifierade ursprungsritningar av J.E. Söderlund), Uppsala 1880
- Tekniska skolan, Uppsala 1883
- Baptistkyrkan, Uppsala, 1886
- Norrlands nation, Uppsala 1887–1889 (fasaden mot Fyrisån av I.G. Clason)
- Gravkapell på Uppsala gamla kyrkogård 1882–1883
- Hyreshus vid Österplan 13, Uppsala 1888
- Dragarbrunnsgatan 48 (kvarteret Oxen), Uppsala 1889
- Flickskolan Magdeburg (kvarteret Ånäbben), Uppsala 1890
- Regnellianum, institutionsbyggnad, Uppsala 1891–1892
- Tiunda tingshus, S:t Persgatan 21, Uppsala 1901
- Rappska huset, Sysslomansgatan 15, Uppsala 1907 (rivet)

### Kyrkorestaureringar
- Uppland: Morkarla kyrka 1891, Films kyrka 1892
- Västmanland: Harbo kyrka 1892
- Hälsingland: Delsbo kyrka 1892, Alfta kyrka 1893

## Bilder

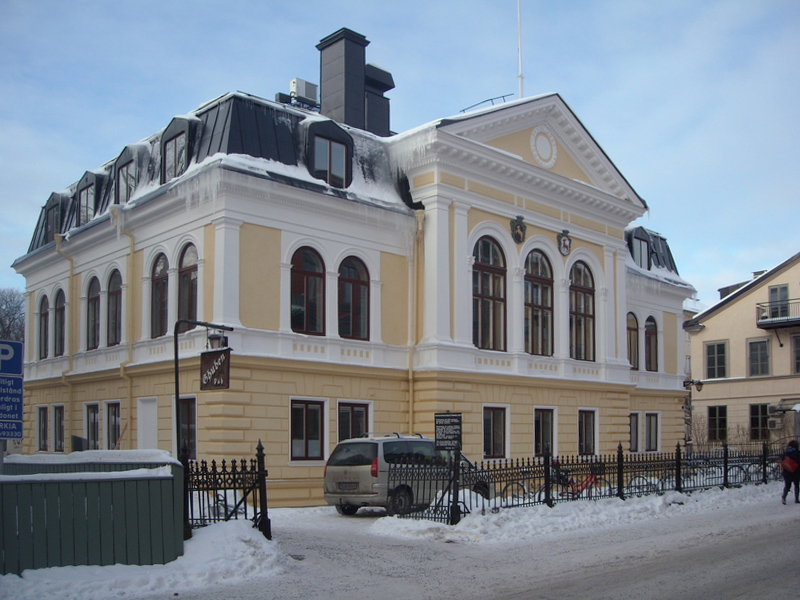
Gästrike-Hälsinge nation
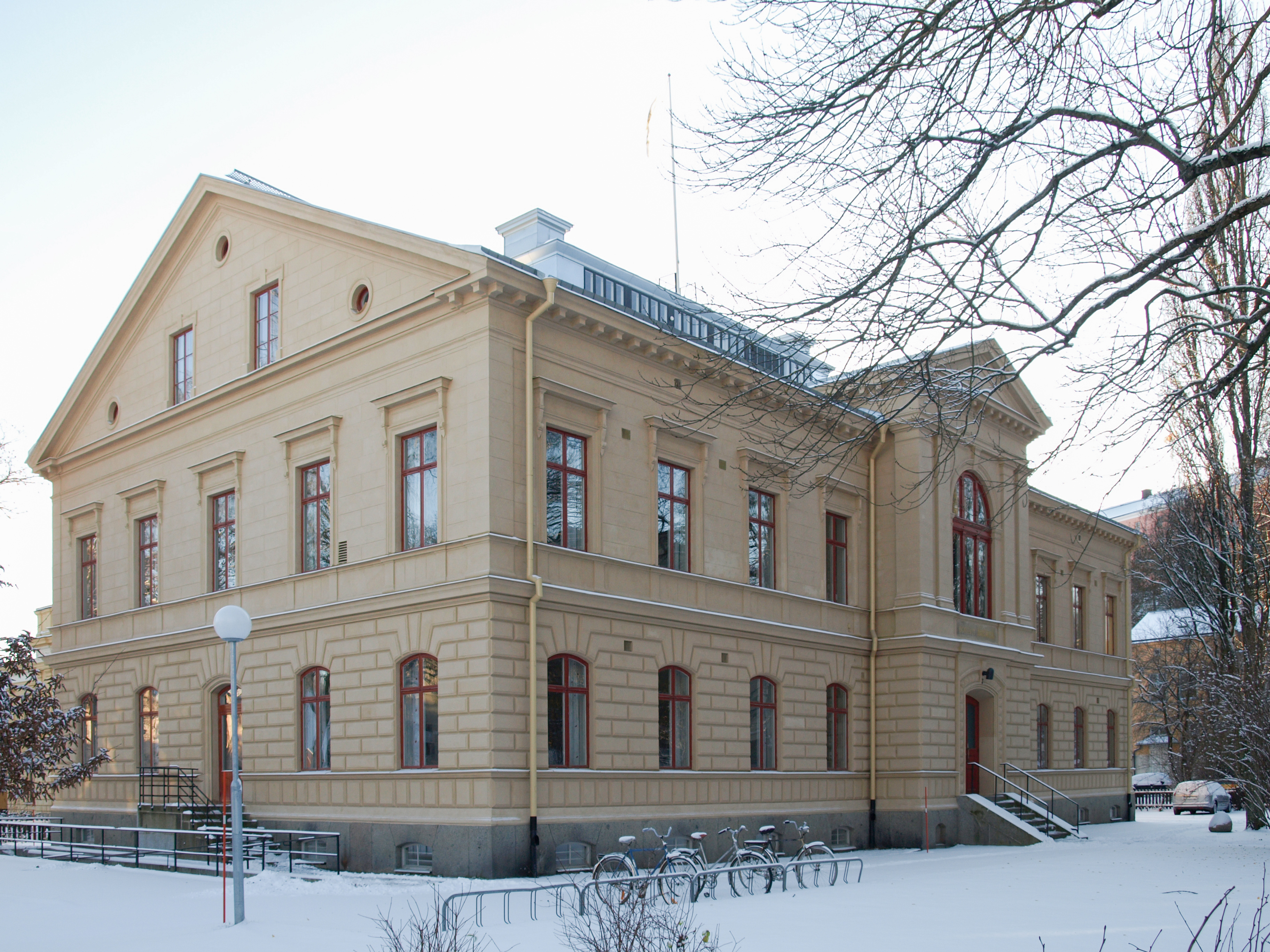
Regnellianum
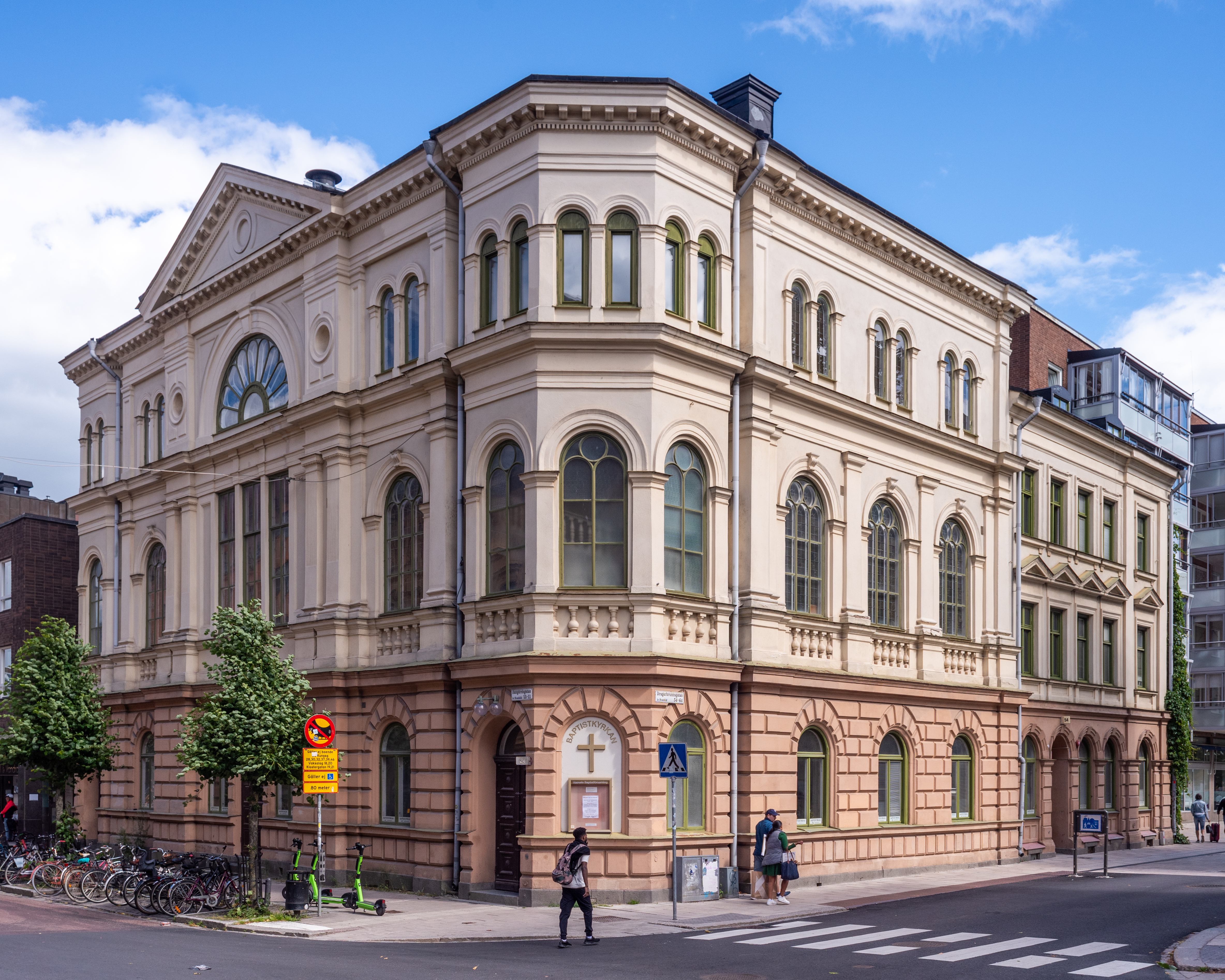
Baptistkyrkan, Uppsala
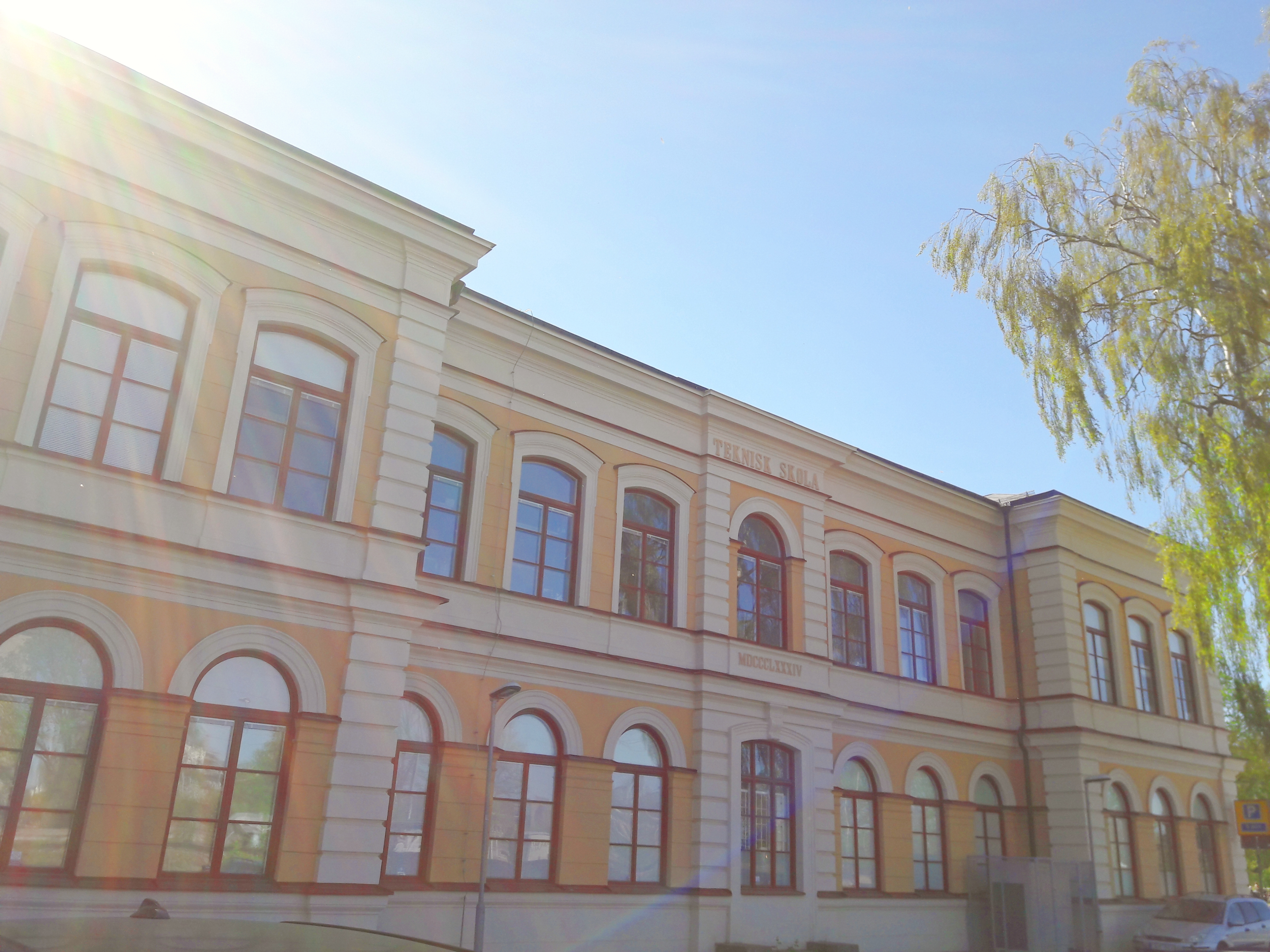
Tekniska skolan
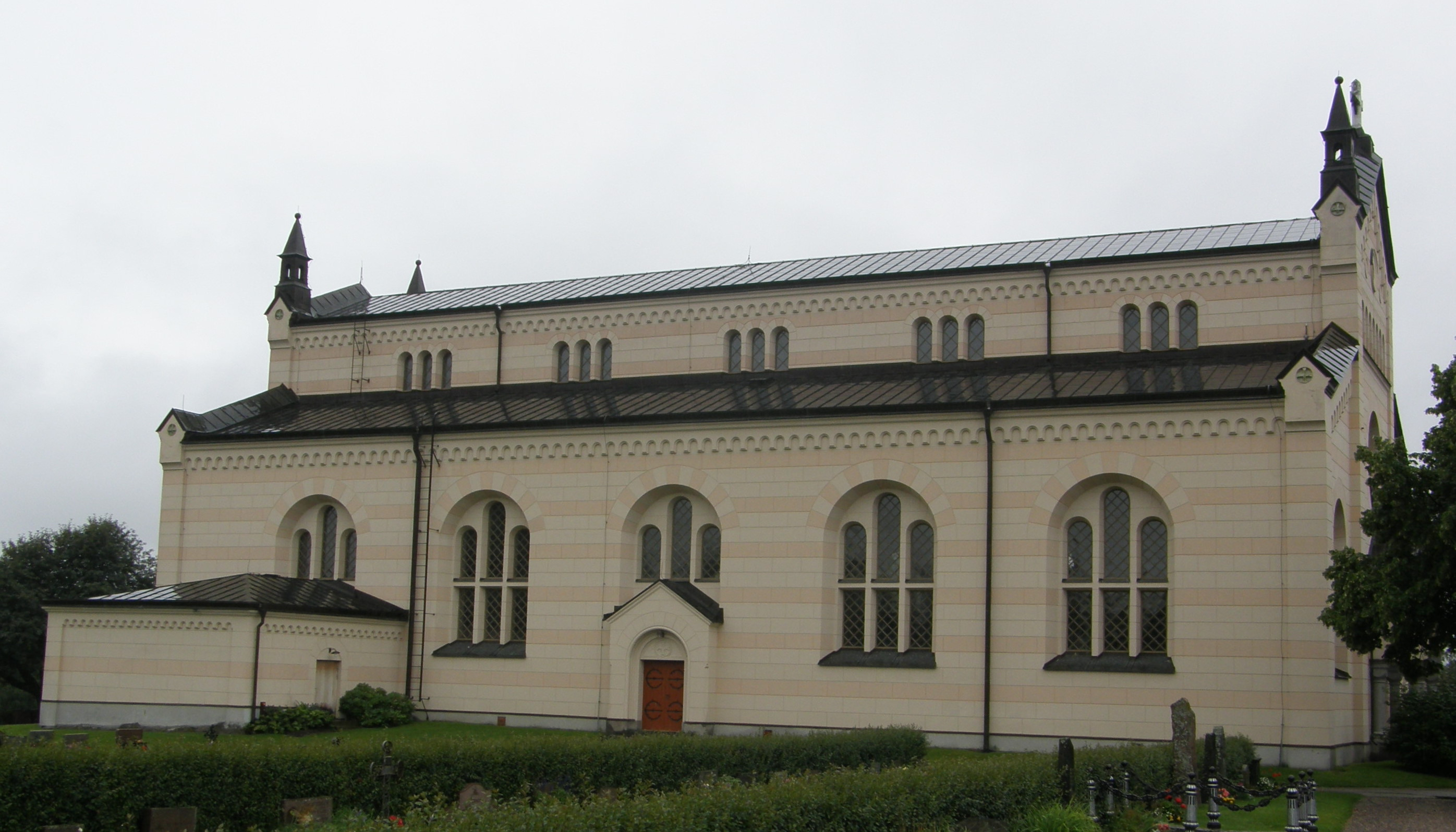
Delsbo kyrka